# Awanbek

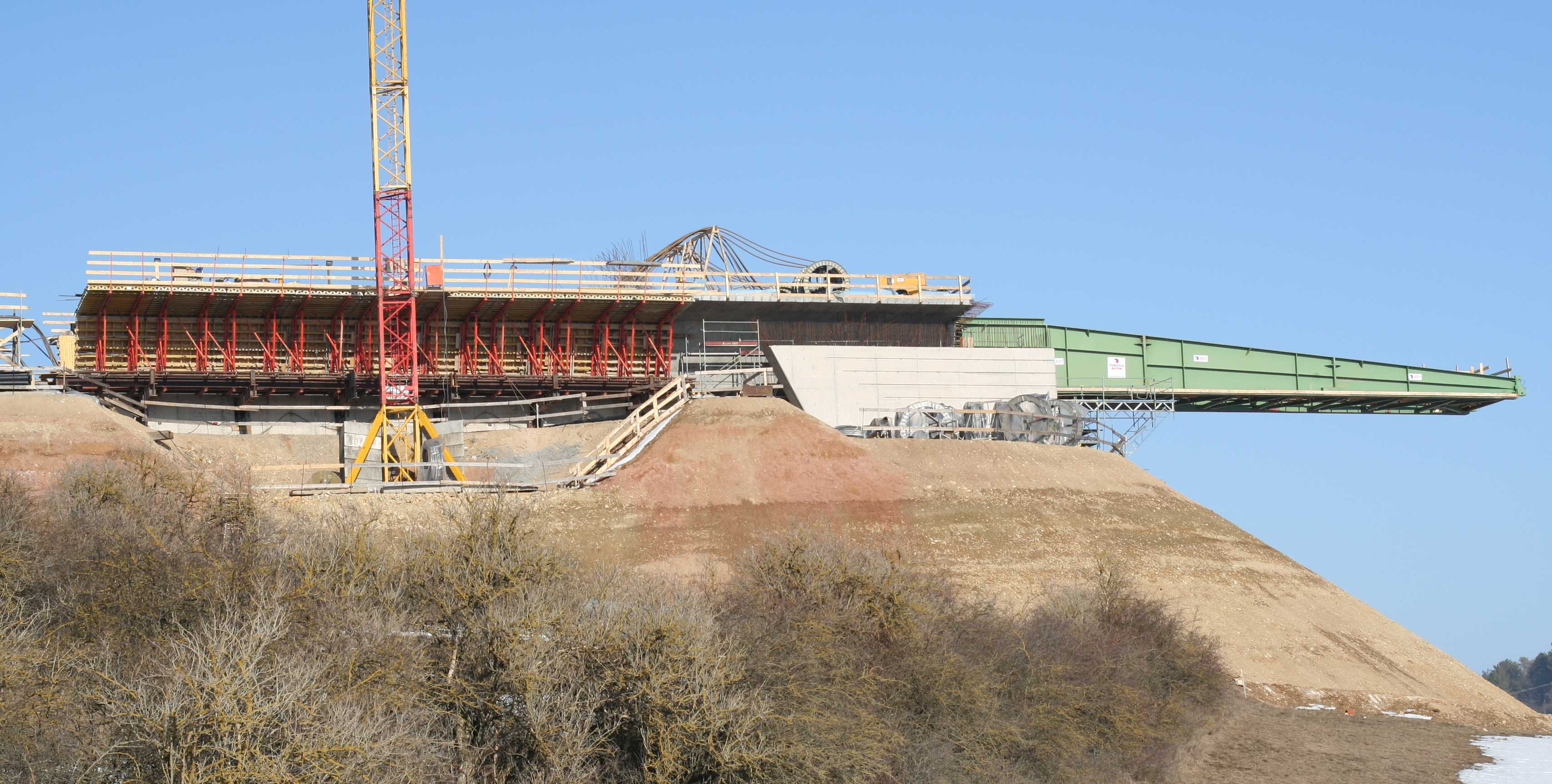
Nasuwane przęsło z zamontowanym awanbekiem

Awanbek, dziób montażowy – lekka konstrukcja pomocnicza wykorzystywana podczas budowy mostów. W tej roli najczęściej wykorzystywane są kratownice lub blachownice stalowe.
Budowa mostów metodą nasuwania podłużnego polega na przesuwaniu gotowej konstrukcji mostu z przyczółka na kolejne podpory. W trakcie nasuwania pierwsze przęsło pracuje jako wspornik, co wiąże się z występowaniem w nim momentów zginających o innej wielkości i znaku niż w fazie trwałej. Awanbek pozwala na oparcie przęsła na podporze, co znacząco zmniejsza moment zginający, a co za tym idzie – naprężenia w przęśle. Do osiągnięcia podobnego efektu można użyć tymczasowego masztu z odciągami.
Pierwszy raz to rozwiązanie zastosowano w budowie mostu przez rzekę Caroní w Wenezueli w latach 1962-1964. 
Awanbeki wykorzystywano w budowie licznych mostów, między innymi Mostu Marii Skłodowskiej-Curie oraz Siekierkowskiego w Warszawie.